# Dover

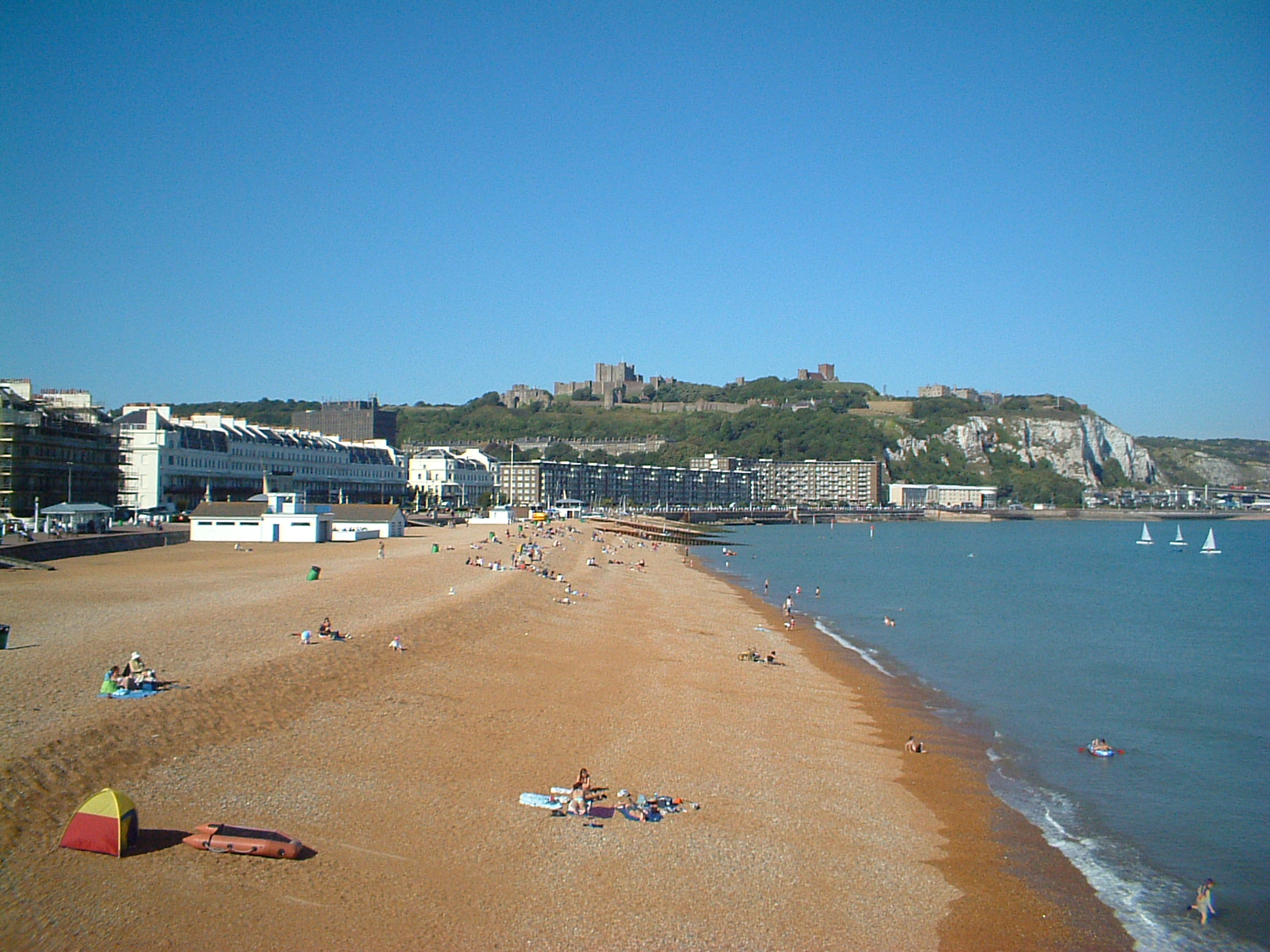
Dover

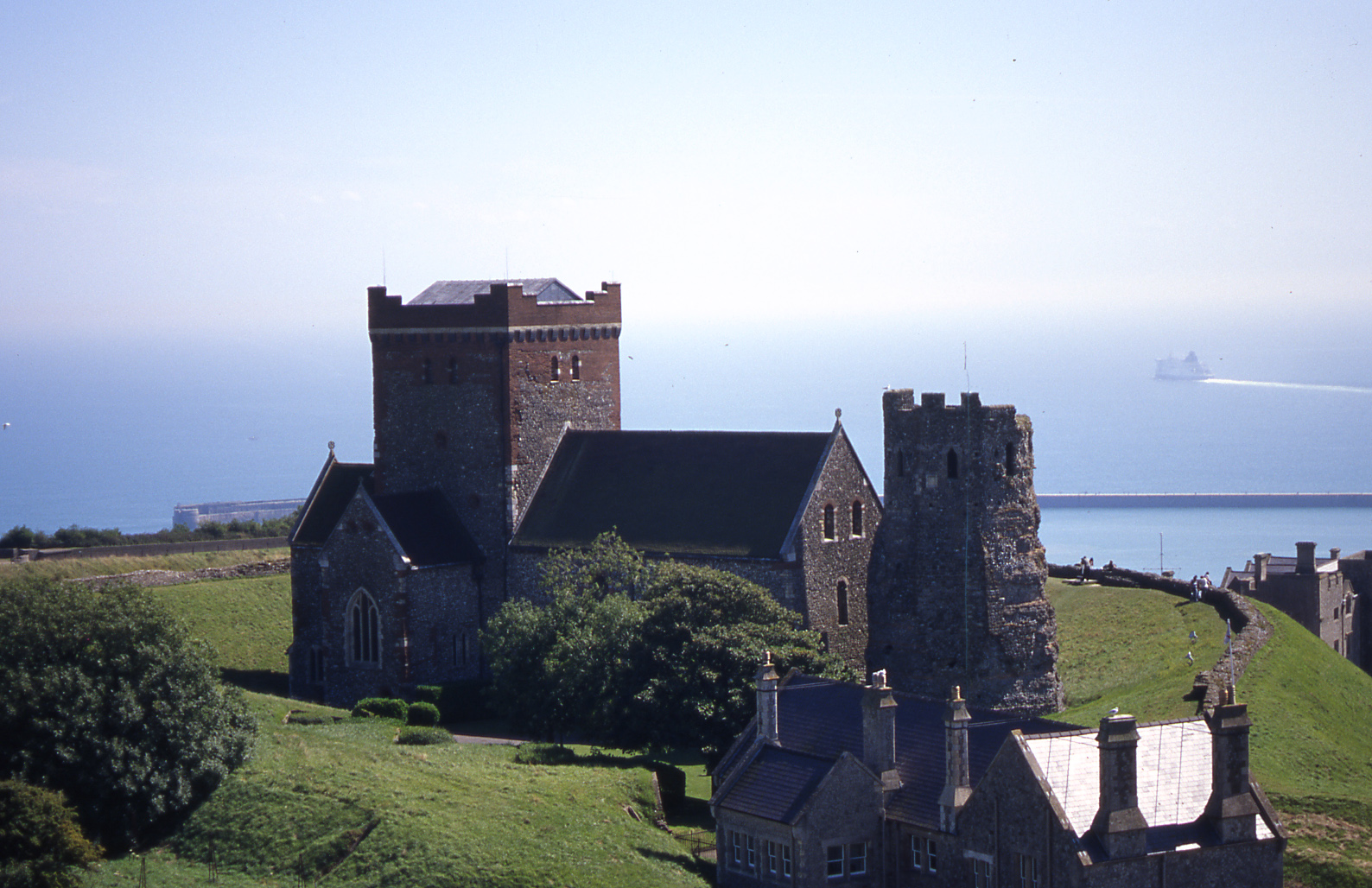
St Mary in Castro & Roman Lighthouse

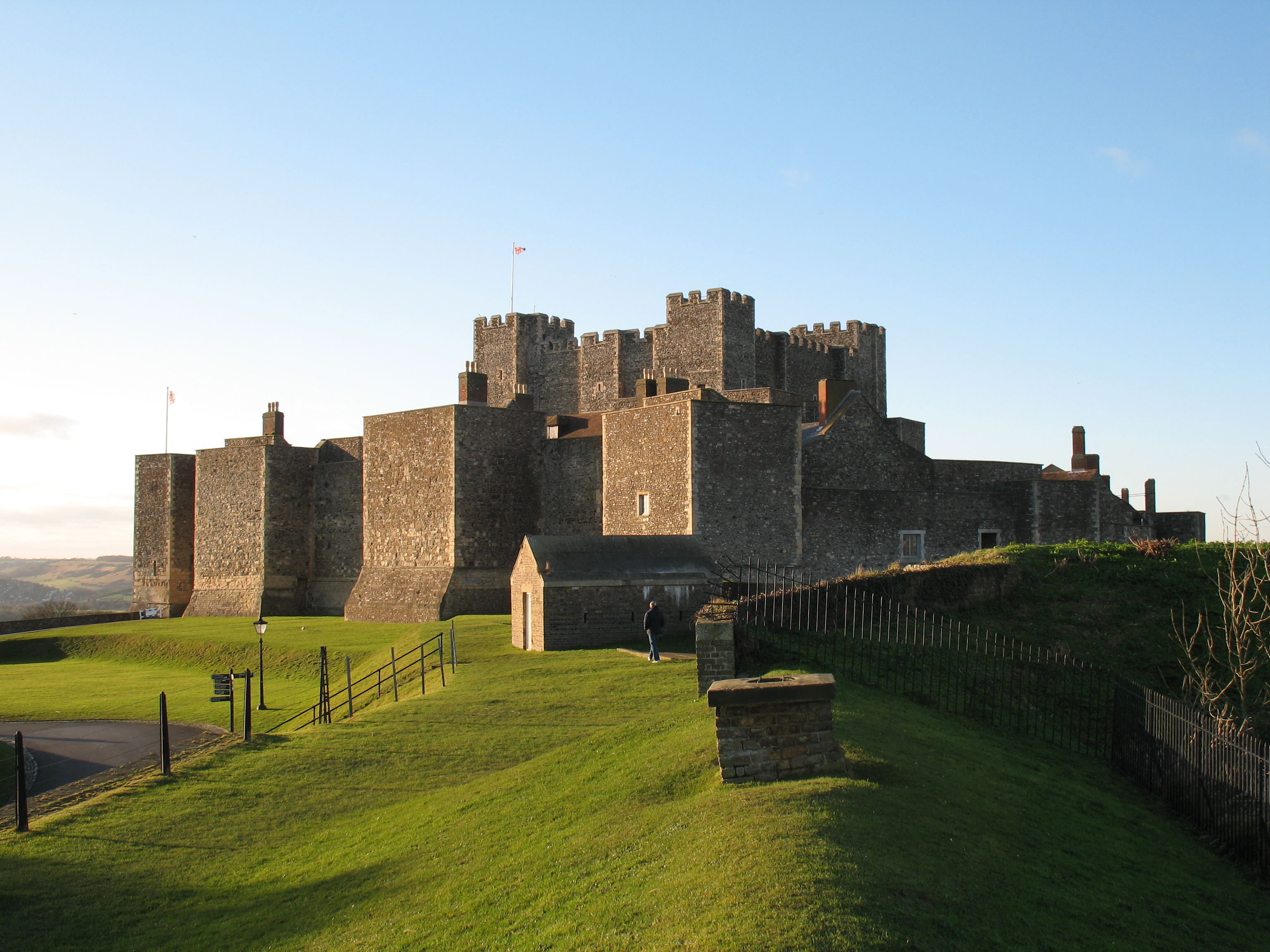
Dover Castle

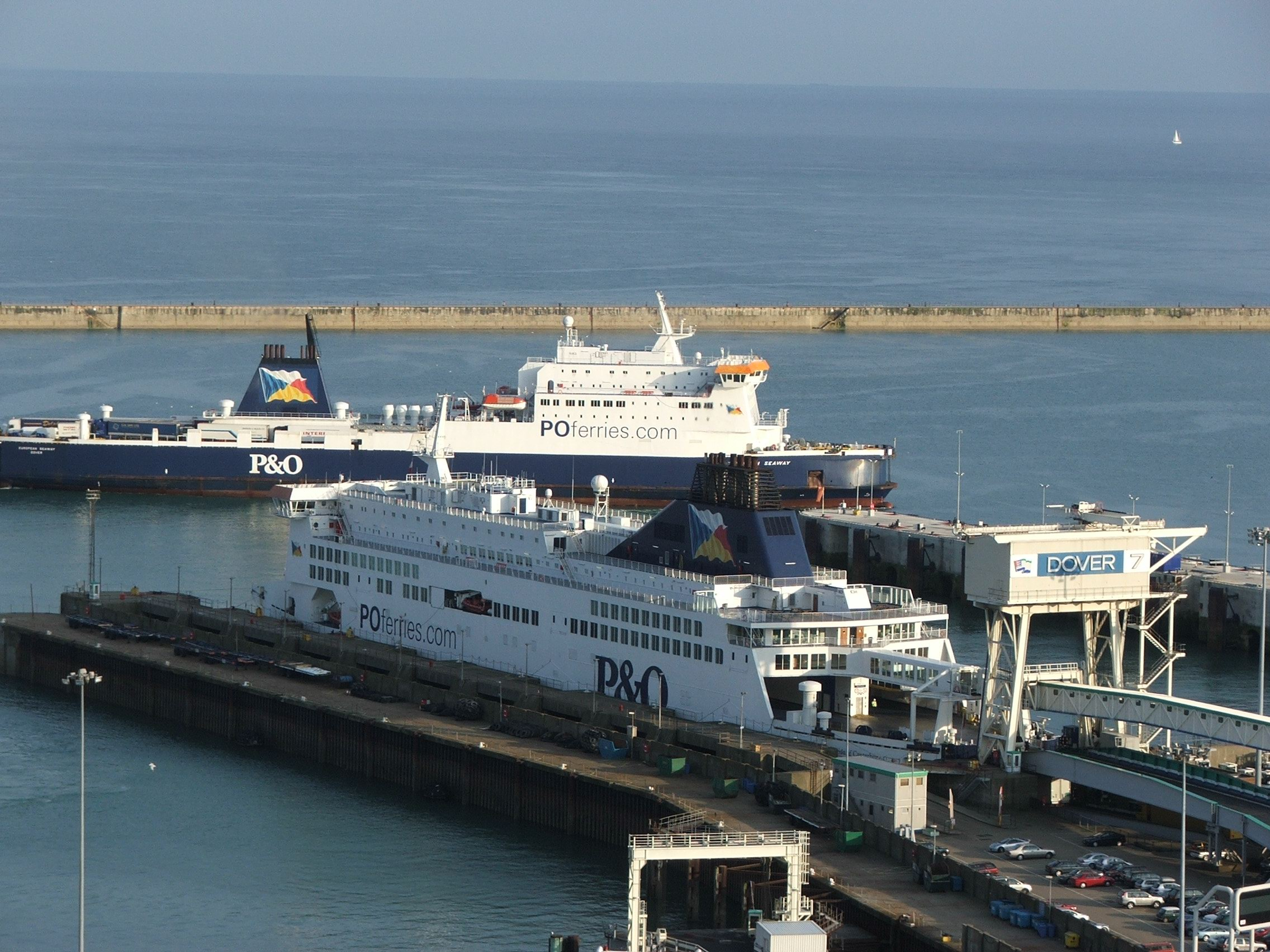
Dover

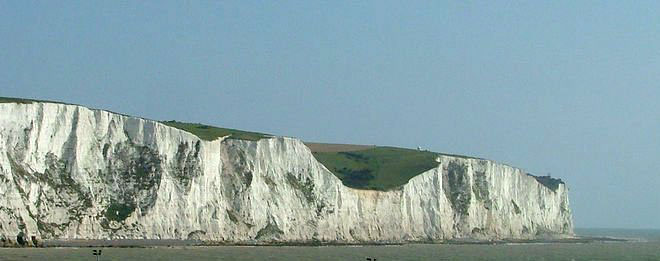

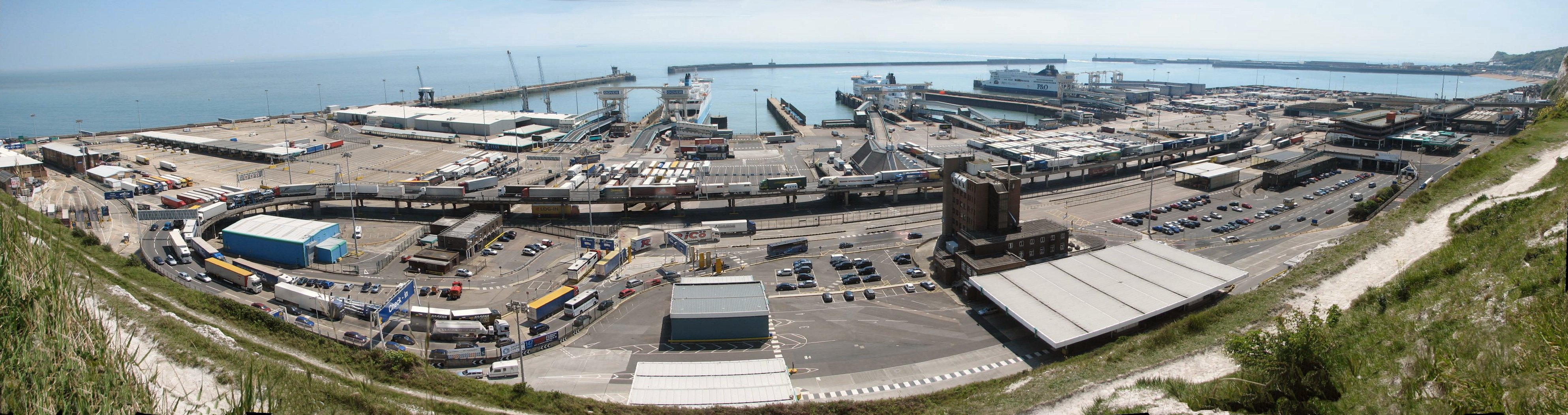
Panorama

Dover este un oraș și un district ne-metropolitan situat în Regatul Unit, în comitatul Kent, regiunea South East, Anglia. Districtul are o populație de 106.400 locuitori, din care 28.156 locuiesc în orașul propriu zis Dover. 
Dover este unul dintre principalele porturi din sud-estul Regatului Unit fiind situat în punctul cel mai apropiat de coasta franceză.

## Orașe din cadrul districtului
- Dover
- Deal
- Sandwich
- Walmer